# Nemo auditur propriam turpitudinem allegans

Nemo auditur propriam suam turpitudinem allegans est un adage ou maxime juridique, sous la forme d'une expression latine qui peut se traduire par : « Nul ne peut se prévaloir de sa propre turpitude », le terme « turpitude » signifiant négligence, faute, comportement illégal ou fraude.

## Droit français
Malgré la généralité de sa formule, son domaine d'application en droit est très restreint : cet adage s'applique pour bloquer le jeu des restitutions consécutives à l'annulation d'un contrat dont la cause est immorale. Exemple : contrats relatifs à l'exploitation de maisons de tolérance ; refus de la restitution du prix de vente d'un tel établissement. Il est également appliqué pour empêcher une personne de bénéficier de ses actes illicites, par exemple, pour une personne ayant tué son conjoint de toucher une pension de réversion.
Elle ne doit pas être confondue avec d'autres notions proches. On peut penser notamment à la condition de légitimité du préjudice permettant par exemple de débouter un voleur qui accuserait les propriétaires de la maison qu'il a cambriolée de s'être blessé parce qu'elle était mal éclairée. Dans un cas tel que celui-ci, nemo auditur n'a aucune vocation à s'appliquer puisqu'on n'est pas dans le domaine contractuel mais délictuel, qui plus est, il n'est pas question de faire obstacle à des restitutions. C'est ici la condition de légitimité du préjudice qui va permettre aux propriétaires de la maison de ne pas avoir à indemniser le voleur puisque son préjudice est illégitime. Dans ce contexte, l'adage latin approprié, très usité dans les juridictions de common law, est ex turpi causa non oritur actio, qui peut se traduire par « nulle action ne naît d'une cause illégitime ».
On peut cependant constater une certaine tendance de la part de praticiens du droit à utiliser l'adage nemo auditur hors de son champ d'application, ce que la Cour de cassation ne manque pas de sanctionner.

## Droit québécois
En droit québécois, la doctrine a dégagé que l'article 1503 du Code civil du Québec exprime le principe que nul ne peut se prévaloir de sa propre turpitude,. Cette disposition prévoit que l’obligation conditionnelle a tout son effet lorsque le débiteur obligé sous telle condition en empêche l’accomplissement. L'article 2474 C.c.Q. prévoit une règle similaire en droit des assurances à l'effet que l'assureur est libéré de son obligation d'indemniser l'assuré quand celui-ci empêche la subrogation.